# Roadkill Extravaganza
Roadkill Extravaganza (publicado en 2001) es el segundo video musical y la primera película de la banda noruega de black metal Satyricon. 
Fue publicado en DVD y VHS. El video se grabó durante la gira de Satyricon en el 2000. La película dura dos 2 horas y 10 minutos de duración y se ocupa principalmente de la vida de la banda entre enero y julio del 2000. La chica de la portada Elizabeth Engebretsen.

## Bandas y músicos que aparecen en la película
- Cronos
- Darkthrone
- Emperor
- Bard Faust
- Immortal
- Pantera
- Satyricon
- Shane Embury

## Contenido
1. «Varias actuaciones en vivo de Satyricon»